# Wapen van Gavere
Het Wapen van Gavere is het heraldisch wapen van de Oost-Vlaamse gemeente Gavere. Het wapen werd op 19 oktober 1819 door de Hoge Raad van Adel tijdens het Verenigd Koninkrijk der Nederlanden aan de gemeente toegekend. Het werd op 6 juli 1840 in gewijzigde versie, per koninklijk besluit, aan de gemeente toegekend en ten slotte in de huidige versie, per ministerieel besluit, op 21 juni 1994 toegekend aan de fusiegemeente Gavere.

## Geschiedenis
Het wapen gaat terug op dat van de Heren van Gavere, een van de oudste en machtigste families van het graafschap Vlaanderen. Het oudste zegel van de schepenbank van Gavere dateert uit 1326 en toont een kasteel met vier torens, waarbij voor een toren een klein schild is aangebracht waarvan niet kan worden opgemaakt wat er juist op is afgebeeld. In 1773 duikt op het tegenzegel van de schepenbank voor zaken van het prinsdom een ovaal schild van keel met drie leeuwen van goud op.
Toen in 1819 op basis van het oude zegel het eerste gemeentewapen werd toegekend aan Gavere, werd dit omschreven als drie gouden leeuwen op keel, dat werd vermeerderd met een gouden G om het te onderscheiden van het wapen van Dikkelvenne, dat eenzelfde wapen voerde, maar vermeerderd met een gouden "D". In 1838 werd het wapen, op basis van een verkeerd advies, vervangen door een met drie leeuwen van keel op goud met een gegolfde schildzoom. Pas in 1994 werd aan Gavere het wapen in zijn historische kleuren toegekend, namelijk drie leeuwen van zilver op keel, waaraan een prinsenkroon werd toegevoegd, omdat het graafschap Gavere in 1540 tot prinsdom werd verheven.

## Blazoen
De blazoenering van het eerste wapen luidt als volgt:
Van rood beladen met drie klimmende leeuwen van goud. Het schild is vermeerderd met de letter G van goud.— Besluit van de Hoge Raad van Adel van 19 oktober 1819.
Een gulden schild, met dry roode leeuwen, geklaeuwd en getongd met dezelfde kleur, den rand getand met zwart.— Koninklijk Besluit van 6 juli 1840.
Het huidige wapen heeft de volgende blazoenering:
In keel drie leeuwen van zilver. Het schild getopt met een kroon met vijf fleurons van goud.— Ministerieel Besluit van 21 juni 1994.

## Verwante wapens

Wapen van Chièvres.
Wapen van Denderleeuw.
Wapen van Jurbeke.
Wapen van Lens.